# Porter electrònic

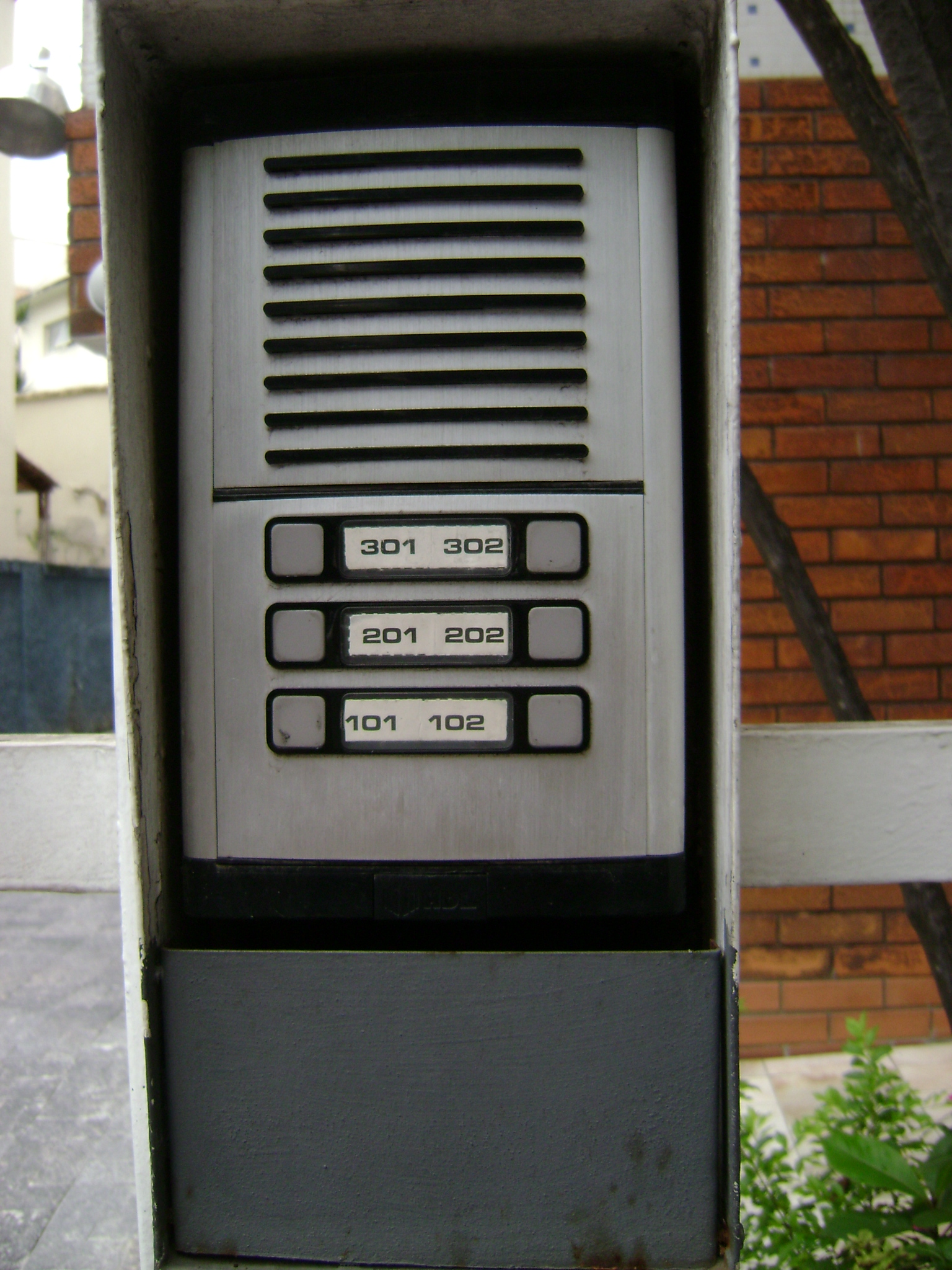
Intèrfon exterior d'un porter electrònic

Un porter electrònic o automàtic és un aparell connectat a un sistema de comunicació i seguretat que serveix per controlar l'obertura de la porta d'accés a qualsevol tipus d'edifici: Domicilis unifamiliars, oficines, blocs d'habitatges, etc. S'utilitzen molt en aquestes estructures esmentades i la gran majoria en duen. A hores d'ara, és un aparell que forma part de la instal·lació elèctrica usual d'un edifici.
La versió més senzilla d'un porter automàtic està composta d'un simple intèrfon d'obertura que disposa d'una comunicació amb el carrer i l'habitatge. Als edificis on hi ha més d'un habitatge, la placa de polsadors o terminal de trucades (situada a l'exterior de l'edifici juntament amb la porta) té un nombre determinat de polsadors, segons la quantitat d'habitatges que consta l'edifici, a més d'un altaveu.
Anant una mica més endavant en el temps, podem trobar porters elèctrics amb instal·lació de vídeo a més d'àudio.
En aquests casos, l'intèrfon d'obertura té la mateixa estructura que la versió més antiga però amb un monitor de vídeo-porter. A la terminal de trucades doncs, hi constarà una càmera de vigilància que podrà identificar la persona que haurà pres el polsador.
També hi ha sistemes d'alta seguretat amb contrasenya per poder accedir a l'interior de l'establiment, o també poder obrir la porta a través d'un telèfon mòbil o d'un ordinador. Aquí però, ja entrem a l'innovador tema de la domòtica.

## Funcionament

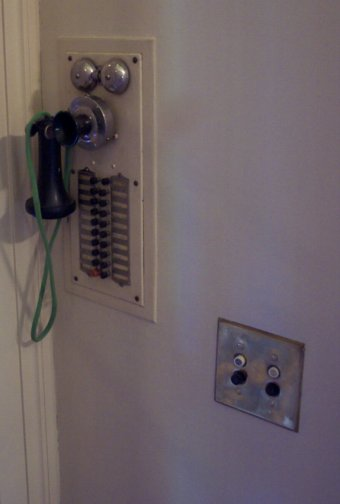
Porter electrònic a la Mansió Pittock

El porter electrònic està format per uns polsadors situats a la part exterior de la porta d'entrada de cada edifici, cada un dels quals acciona un brunzidor, situat a l'interior de cada habitatge, des d'on amb un polsador, s'activa la bobina del pany elèctric que permet obrir la porta d'accés a l'edifici.

## Tipus
Existeixen tres tipus diferents de sistemes de porters elèctrics:
- Convencional: Aquest sistema es caracteritza per la utilització de quatre fils més el nombre d'habitatges en fils. És a dir, (4 + "n") fils, indicant que "n" és el nombre d'habitatges. Aquest sistema és el més adequat per edificis de mida mitjana.
- Simplificat: Aquest sistema es caracteritza per utilitzar un fil, més el nombre d'habitatges en fils. És a dir, (1 + "n") fils, indicant que "n" és el nombre d'habitatges. És el més adequat per edificis de mida mitjana amb dues o tres portes d'accés.
- Digital: Sistema més adequat per utilitzar-lo en grans edificis o instal·lacions complexes, ja que garanteix la màxima capacitat i la major facilitat d'instal·lació. Es caracteritza per utilitzar només dos fils per les seves instal·lacions.

Aquests tres sistemes es diferencien entre si, principalment, pel nombre de fils necessaris en el circuit. Poden funcionar tots tres amb més d'un intèrfon en paral·lel amb la mateixa trucada (instal·lacions més avançades que les que s'utilitzaven abans).
Els sistemes esmentats no tenen res a veure amb els aparells, només amb la instal·lació elèctrica. Després, a més a més, es podrà incloure monitors de videoporter, o d'alta seguretat o altres eines de nova tecnologia.